# Mateusz Luty
Mateusz Luty (ur. 1 stycznia 1990 w Kowarach) – polski bobsleista. Olimpijczyk z Pjongczangu 2018. Czterokrotny uczestnik mistrzostw świata, dwukrotny mistrzostw Europy i pięciokrotny mistrzostw świata juniorów. Medalista mistrzostw Polski.

## Życiorys
Uprawia bobsleje od 2007 roku. W tym samym roku dołączył do reprezentacji Polski w tej dyscyplinie sportu, a także zadebiutował na arenie międzynarodowej. W grudniu 2011 roku po raz pierwszy wystąpił w Pucharze Świata. Najwyższe pozycje jakie zajął w zawodach tego cyklu to: 15. w czwórkach (6 stycznia 2013 w Altenbergu) i 9. w dwójkach (6 stycznia 2018 w Altenbergu).
8 stycznia 2016 roku, wspólnie z Grzegorzem Kossakowskim, zajął 3. miejsce w zawodach Pucharu Europy w rywalizacji dwójek w Königssee. Tym samym duet Luty–Kossakowski został pierwszym polskim zespołem, który w zawodach tego cyklu stanął na podium od sezonu 2002/2003, gdy 3. pozycję w tej samej miejscowości zajęli Dawid Kupczyk i Marcin Płacheta. 24 listopada 2017, wspólnie z Krzysztofem Tylkowskim, zwyciężył w zawodach Pucharu Europy w rywalizacji dwójek w Altenbergu. Było to pierwsze zwycięstwo polskiego zespołu w historii tego cyklu.
W swojej karierze kilkukrotnie brał udział w mistrzostwach świata juniorów – w 2009 był 14. w rywalizacji czwórek, w 2010 zajął 7. miejsce w czwórkach i 10. pozycję w dwójkach, w 2011 był 9. w czwórce i 11. w dwójce, w 2012 zajął 12. pozycję w czwórkach i 20. miejsce w dwójkach, a w 2015 był 6. w dwójce i nie ukończył rywalizacji w czwórce.
Brał także udział w mistrzostwach świata FIBT – w 2013 był 26. w dwójkach, w 2015 zajął 19. miejsce w dwójce i 28. pozycję w czwórce, w 2016 24. w dwójkach i 26. w czwórkach, a w 2017 20. w dwójkach i 28. w czwórkach.
W 2016 roku wystartował w mistrzostwach Europy, gdzie zajął 15. miejsce w dwójkach i nie ukończył rywalizacji w czwórkach. Rok później w imprezie tej rangi uplasował się na 12. pozycji w dwójkach i na 19. w czwórkach.
W październiku 2017 w Siguldzie, wspólnie z Krzysztofem Tylkowskim, zdobył mistrzostwo Polski w bobslejowych dwójkach (zawody te rozegrano wówczas po raz pierwszy po 49 latach przerwy).